# Fernstudium
Bei einem Fernstudium findet, im Gegensatz zum Präsenzstudium, der größte Teil des Studiums abseits des Campus statt. Im Gegensatz zu Präsenzvorlesungen erwirbt der Student sein Wissen durch besonders aufbereitete Skripte, Präsenzseminare, multimediale Lehrmaterialien sowie die Leistungskontrolle anhand der Korrektur von Einsendeaufgaben oder Prüfungen.
Dabei ist der Begriff Fernstudium, das zur Erlangung eines akademischen Grades (z. B. Diplom, Bachelor oder Master) führt und das an einer staatlichen oder staatlich anerkannten Hochschule stattfindet, von dem Fernunterricht abzugrenzen, auch wenn umgangssprachlich beide Begriffe synonym verwendet werden. Eine internetgestützte Darbietungsform des Fernstudiums stellt das Online-Studium dar.

## Geschichte
Das vor dem Ersten Weltkrieg gegründete Rustinsche Lehrinstitut für Selbstunterricht in Potsdam (später Düsseldorf) war in Deutschland der erste und bis in die 1960er Jahre hinein auch der einzige Anbieter eines systematischen Fernunterrichts („Methode Rustin“). Das Institut gab auch die erste Zeitschrift, die sich speziell dem Thema Fernunterricht widmete, heraus.
Das Rustinsche Lehrinstitut hatte drei Begründer: Den Architekten Simon Müller, den Weinhändler August Bonneß und den Buchhändler Robert Hachfeld;  das Wort „Rustin“ ist ein Kunstwort und sollte werbewirksam sein. Seit 1903 gab das Institut Lehrbriefe zur Vorbereitung auf die Abiturprüfung heraus.
Die ersten Fernunterrichtsangebote wurden ursprünglich auch als Korrespondenzkurse bezeichnet, da der Student und die betreuende Einrichtung per Post miteinander in Kontakt standen. Das traditionelle Fernstudium hat wegen seiner Anonymität und des Zeitmangels der meist berufstätigen Studenten oft hohe Abbruchquoten. In den Zeiten der Kommunikation über einen virtuellen Campus, Foren, Blended Learning sowie durch die Einführung der Bachelor-/Masterstudiengänge ist die Nachfrage nach akademischen Fernstudien allerdings wieder angestiegen.
In der DDR wurde 1950 das Fernstudium für Hochschulen eingeführt. Zunächst nur vereinzelt als Fernstudienkurs angeboten, wurde das Fernstudium ab Mitte der 1950er Jahre massiv ausgeweitet. Insgesamt 43 Hochschulen und 234 Fachhochschulen gaben Berufstätigen die Möglichkeit eines akademischen Abschlusses, auch im Rahmen des 2. Bildungsweges, und konnte bis zur Promotion führen. Zudem wurde in strukturschwachen, hochschulfernen Regionen die Aufnahme eines Studiums erleichtert. Neben dem Fernstudium wurden teilweise auch Abendstudiengänge eingerichtet. Etwa jeder vierte Hochschulabsolvent der DDR erwarb sein Diplom als Fernstudent, die Erfolgsquote eines Fernstudiums lag bei 70 Prozent.

## Studium
Eine elektronische Form des Fernstudiums stellt das Online-Studium dar, bei dem Studieninhalte in Audio-, Video- oder Schriftform über das Internet bereitgestellt werden. Die Betreuung durch Lehrkräfte findet in der Regel über Chat, Videokonferenzen, E-Mails oder Telefone statt. Ergänzend werden meist kürzere Präsenz- und Prüfungsphasen an einer Hochschule angeboten. Ein digitaler „Lernraum“ ermöglicht, digitale und interaktive Lernmaterialien über das Netz anzubieten, sowie die Kommunikation zwischen Lehrkräften und Studenten sowie der Studenten untereinander. Im Vergleich zum klassischen Fernstudium zeichnen sich Online-Studiengänge durch geringere Abbrecherquoten aus. Allen Methoden gleich ist die freie Zeiteinteilung der Studenten – welche eine hohe Eigenmotivation voraussetzt. Eine Studie mit 300 deutschen Unternehmen mit mindestens 150 Mitarbeitern im Januar 2007 ergab, dass die Absolventen eines Fernstudiums bei Personalverantwortlichen anerkannt seien.

## Anbieter im deutschsprachigen Raum

### Fernhochschulen
Seit Mitte der 1970er Jahre gibt es im deutschsprachigen Raum Möglichkeiten für das Fernstudium auf Hochschulniveau. Größter Anbieter von Fernstudien und einzige Fernuniversität in Deutschland ist die 1974 gegründete Fernuniversität in Hagen; erste deutsche Fern-Fachhochschule ist seit 1981 die AKAD University. Weitere Fernfachhochschulen, die ausschließlich Fernstudiengänge anbieten, folgten (nach Gründung):
- FernUni Schweiz (gegründet 1992)
- Allensbach Hochschule (gegründet 1996)
- SRH Fernhochschule (gegründet 1996)
- Hamburger Fern-Hochschule (HFH; gegründet 1997)
- Wilhelm Büchner Hochschule (WBH; gegründet 1997)
- Fernfachhochschule Schweiz (FFHS; gegründet 1998)
- Europäische Fernhochschule Hamburg (Euro-FH; gegründet 2003)
- Apollon Hochschule der Gesundheitswirtschaft (gegründet 2005)
- Ferdinand Porsche Fern-Fachhochschule (gegründet 2006)
- IST-Hochschule für Management (gegründet 2013)

### Fernstudium an Präsenz-Hochschulen
Zunehmend bieten auch Hochschulen parallel zum Präsenzstudium einzelne Fernstudiengänge oder weiterbildende Fernstudien an. Dies wird unterschiedlich umgesetzt. Etabliert haben sich
- Modelle innerhalb der Hochschule,
- mit einer eigenen privatrechtlich organisierten Gesellschaft bzw. Institut (GmbH oder Gemeinnützige GmbH)
- und durch Kooperationen mit anderen Anbietern.

Eine Auswertung des Statistischen Bundesamts für das Berichtsjahr 2013 zeigt, dass in Deutschland bei privaten Hochschulen  29 % der Studenten in Fernstudiengängen eingeschrieben waren. Bei den öffentlichen Hochschulen waren dagegen nur 5 % und bei den kirchlichen Hochschulen nur 2 % der Studierenden in einem Fernstudiengang eingeschrieben.
Katholische Theologie bzw. Religionspädagogik kann in Deutschland nicht an einer Universität oder Fachhochschule als Fernstudium, sondern lediglich bei der Domschule Würzburg belegt werden. Jedoch ist das Studium kirchlich anerkannt und qualifiziert für den kirchlichen Dienst. In der Schweiz kann man katholische Theologie als Fernstudium an der Universität Luzern studieren. Das dortige Studium berechtigt sogar zur Priesterweihe, sofern das Nebenfach ebenfalls theologischer Natur ist.

### Fernstudien-Verbünde
Zusammenschluss von Hochschulen zu Netzwerken und Virtuelle Hochschulen, beispielsweise
- Zentrum für Fernstudien im Hochschulverbund
- Verbundstudium
- Hochschulverbund Virtuelle Fachhochschule
- Virtuelle Hochschule Bayern
- Virtueller Campus Rheinland-Pfalz

## Interessensvertretungen
Nationale Interessenvertretungen in Deutschland für das Fernstudium bzw. die Fernlehre sind der Bundesverband der Fernstudienanbieter e. V. und die Arbeitsgemeinschaft für das Fernstudium an Hochschulen (AGF) der Deutschen Gesellschaft für Wissenschaftliche Weiterbildung und Fernstudium (DGWF). Das Zentrum für Fernstudien im Hochschulverbund (zfh) in Koblenz bildet als wissenschaftliche Einrichtung der Länder Rheinland-Pfalz, Hessen und Saarland eine Zentralstelle für Fernstudien an Fachhochschulen. Die Staatliche Zentralstelle für Fernunterricht (ZFU) ist die für die Länder zuständige Behörde im Sinne des Fernunterrichtsschutzgesetzes.